# 국민 국가
국민 국가(國民國家, nation state)는 국민공동체를 기초로 하는 국가를 말한다. 근대 국가의 한 부류이며, 프랑스 시민혁명을 거쳐 오늘날 가장 일반적인 국가형태가 되었다. 민족 국가(民族國家)라 번역하기도 한다.
구성원 중심 개념인 국민(nation)과 통치기구 중심 개념인 국가(state)의 합성어인 국민 국가는 두 차원으로 이해할 수 있다. 국민(nation)의 관점에서 주관적으로는 구성원이 공통의 정체성을 토대로 하나의 집단으로서 자각한 상태이며, 국가(state)의 관점에서 객관적으로는 통치기구가 일정한 영토를 통제하고 방어하며 물질적 복리를 제공한다. 국민 국가는 영토 내의 국민통합을 통하여 주관적 국민공동체와 객관적 국가공동체의 일치를 추구한다.
국민(nation)이 정체성으로 규정되는 주관적 개념이기 때문에, 국민 국가 역시 통일된 정의가 존재하지 않는 다의적 개념이다. 국민 정체성의 근간을 혈통 중심의 좁은 의미로 해석할 때, 국민은 곧 민족이며 국민 국가는 민족 국가와 동일한 의미이다. 민족주의 운동이 활기를 띠던 근대에는 국민 국가와 민족 국가라는 두 단어는 완전히 혼용되었다. 민족주의는 민족 단위와 국가 단위의 일치를 추구하는 이념이며, 이상적인 민족 국가는 민족과 국가가 완전히 일치한 단일민족국가를 이른다. 따라서 협의의 엄밀한 의미에서 민족 국가는 다민족 국가와 대비되는 개념이다.
그러나 근대와는 달리 현대에는 국민들의 민족 구성이 갈수록 다양해지고 있다. 그에 따라 중화인민공화국 등 학계 일부에서는 국민국가를 민족국가와 조금 다른, 민족을 배제한 개념으로 쓰고 있다. 이 경우 국민 정체성은 혈통이 아니라 공통의 문화를 근간으로 한 넓은 의미로 해석되며, 국민 국가는 일정한 영토를 기반으로 국민을 통합하는 모든 근대 국가를 의미한다. 보편적 국가 형태로서 광의의 국민 국가는 국제정치의 기본 단위이다.
국민 국가는 국민(문화적인 주체)에게 주권적인 영토를 제공하기 위하여 존재하며 그러한 목적이 국민 국가의 정당성의 원천이다. 이를 위해 단일 국가의 형태를 가지며 통일된 법과 정부 체계를 갖춘다. 베버적 국가 개념인 국민 국가는 주권적 공동체로서 국가 위에 다른 권력이 존재하지 않으며, 합법적으로 폭력을 독점하고 국민을 결속시키는 자율적 존재이다.

## 역사

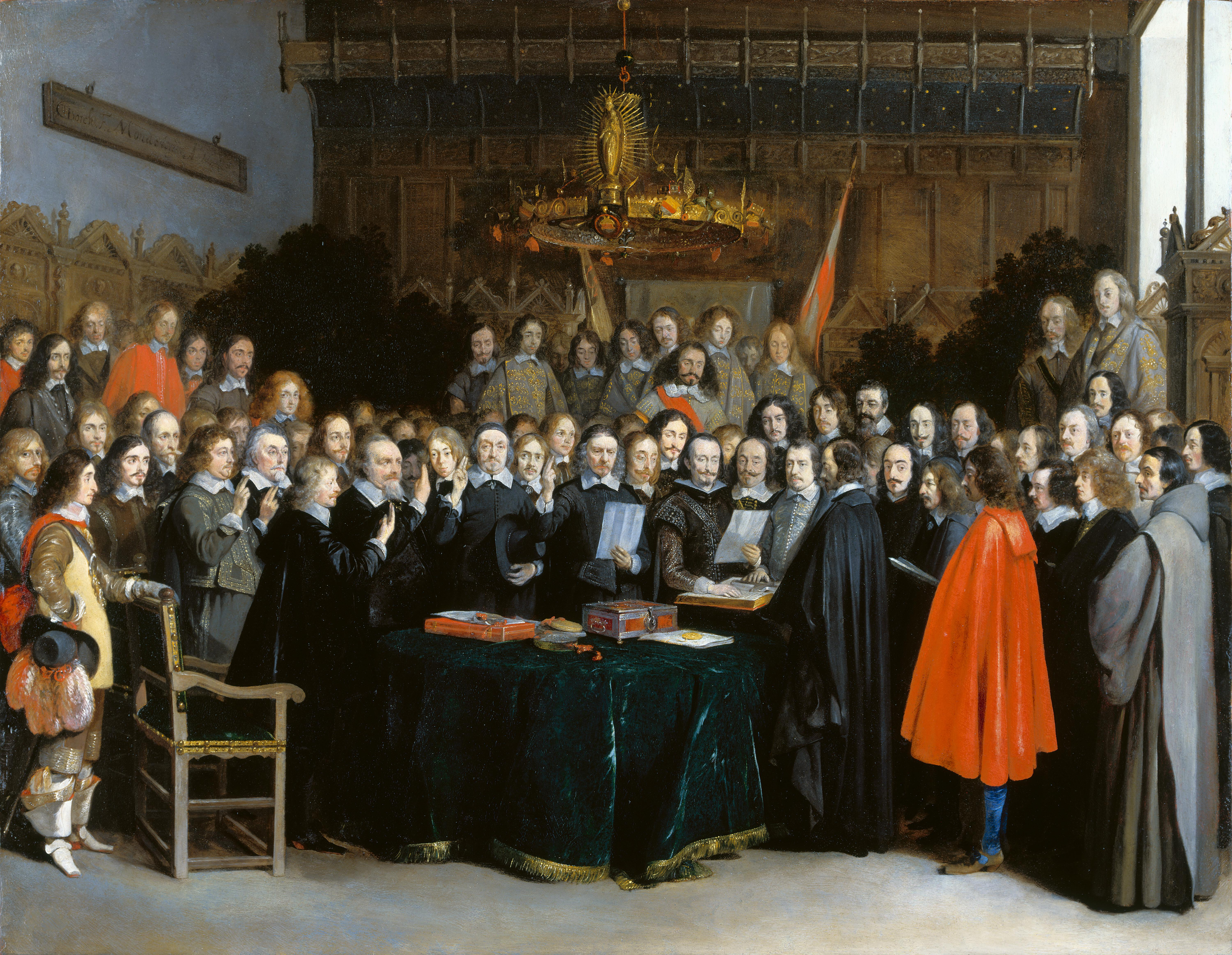
1648년 뮌스터에서의 베스트팔렌 조약 체결 장면을 그린 헤라르트 테르보르흐(Gerard Terborch)의 그림.

〈민중을 이끄는 자유의 여신〉. 1830년 외젠 들라크루아 작품

국민 국가의 역사는 근대의 시작과 결을 같이 하며, 주권을 매개로 한 국민(nation)과 국가(state)의 통합과정으로 규정할 수 있다.
nation은 본래 "탄생"이라는 뜻의 라틴어 natio (nātĭō)에서 유래한 단어로, 어원상 혈통과 연관된 단어이다. 혈통 중심 민족 공동체를 이르던 말인 nation은 시간이 흐르면서 혈통과 관계 없이 출신 지역에 따른 인구 집단을 이르는 말로 의미가 확대되었고, 부르주아 시민계층의 성장과 함께 정치적으로 동원된다. 프랑스 혁명은 주권의 소재가 국민(nation)에 있다고 선언함으로써 국민 공동체를 중심으로 한 국민 국가의 이념을 확산시켰다.
반면 state는 일정한 영토를 통제하는 통치기구를 일컫는 말로, 종교적 규범성을 바탕으로 인적 지배를 하던 중세 봉건국가와 달리 영토적 통치능력을 바탕으로 제도적 지배를 하는 베버적 근대국가이다. 영토를 기준으로 대내적으론 절대적이고 대외적으론 독립적인 근대 주권 국가의 개념이 제시되었다. 15~16세기 절대왕정의 시기를 거치며 관료제와 상비군 등 영토의 통치를 위한 중앙집권적 제도가 더욱 확고해졌으며, 중상주의 정책이 추진되며 영토를 기반으로 국부를 증진시키고 구성원을 동질화하는 국민국가수립작업이 본격화된다.
한편 nation과 state 중 어느 것이 역사적으로 먼저 출현한 개념인지는 학계의 오랜 논쟁거리였다. 시원주의에 따르면 nation은 고대부터 존재한 영속적인 집단이며, 민족에 기반하여 국가가 만들어진다. 반면 홉스봄, 앤더슨 등 근대주의에 따르면 nation은 근대의 발명품이자 "상상의 공동체"이며, 국가가 먼저 존재하고 국가가 만든 이데올로기가 민족을 만들어낸다.

## 현재
제2차 세계대전 이래 구 열강의 식민지가 차례차례 독립하고 또한 그 이후 냉전의 붕괴에 따른 급속한 글로벌화 속에서 '국민국가'에 대하여 비판적인 재검토가 이루어졌다. 사회과학과 문화연구의 영역에 있어서 어떠한 문화장치 내지 정치적 장치로써 '국민'이라는 균질적인 '상상의 공동체'가 현출되었는가, 아울러 '국민'은 역사적으로 만들어진 존재에 지나지 않음에도 어째서 언어나 민족에 의해 일정한 과거나 전통, 문명을 보지하는 구조로서 자명화되어 있는가, 나아가 '국민'의 형성이 레이시즘이나 성차별, 크세노포비아(외국인에 대한 혐오), 계급 따위 사회적 차별구조를 수반한 것은 어째서인가 등의 문제에 대하여 분석작업이 이루어지고 있다.
1983년 미합중국 정치학자 베네딕트 앤더슨에 의해 이러한 국민국가론의 선구자 노릇을 했다고 평가되는 《상상의 공동체》가 간행되었다. 동서는 근대사회로의 이행기에 흥기한 '세속화 혁명'에 의한 근대소설의 성립과 '출판자본주의'에 의해 서적이 유통됨으로써 '국가어'의 성립에 이바지했음을 지적하였다. 또한 언어와 출판문화의 공유를 통한 '공정(公定) 내셔널리즘'에 힘입어 '국민'이라는 집단적인 아이덴티티가 형성된 구조와 사회편성을 내보였다. 책 이름인 '상상의 공동체'는, 공동체의 멤버가 '아마도 서로를 아는 것이 불가능하다'는 데서 유래한다.
동년 유대계 영국 사회학자 어네스트 겔너가 《민족과 민족주의》를 저술, 산업사회의 발흥과 국민형성의 관계성을 지적하였다. 동서는 내셔널리즘은 '정치적 단위와 민족적·문화적 단위의 일치를 구하는 하나의 정치적 원리'라는 것을 논하며 '산업화' 및 산업사회의 요청에 응하여 고도의 '식자능력'의 일반화, 아울러 거대한 사회적 비용을 들여 교육 시스템의 정비를 실행에 옮길 수 있는 것은 필경 국가밖에 없을 것이라 하며 근대 내셔널리즘의 기원을 설명하였다.
또한 동년 영국 역사가 에릭 홉스봄이 편저한 《만들어진 전통》이 간행되었다. '국민국가'를 역사적 관점에서 고찰한 것으로서 '국민, '국가', '민족'의 구체적·실정적 이미지를 상징하는 다양한 전통 역시 실은 근대국가 형성기에 창출된 것에 불과하다는 것을 보여주었다.

## 같이 보기
- 국민
- 민족
- 민족주의
- 국가
- 베네딕트 앤더슨